# 牛牛坝镇
牛牛坝镇（羅馬化：Nyoxnyobat Zhep）是中华人民共和国四川省凉山彝族自治州美姑县下辖的一个乡镇级行政单位。彝族先民于公元300年左右从现云南迁入凉山，两大支系于牛牛坝“古侯向东、曲涅向西”。2021年1月12日，撤销牛牛坝乡、竹库乡和尔合乡，设立牛牛坝镇。以原牛牛坝乡、原竹库乡和原尔合乡所属行政区域为牛牛坝镇的行政区域。

## 行政区划
牛牛坝镇下辖以下地区：
牛牛坝村、阿波觉村、腾地村、特西乃拖村、尔解卡俄村、尔曲村、马核觉村、碾碾村、尔库村、由木合村、米体村、热口阿觉村、四俄千村和四比齐村。
原竹库乡撤销前下辖以下地区：
乃嘎村、二洛觉村、马勒故村、地洛瓦衣村、阿毕乃拖村和瓦拖村。
原尔合乡撤销前下辖以下地区：
马海木尔合村、乃祖库村、嘎祖列口村、达勒乃拖村和达洛乃乌村。